# Мемо
Мемо (род. 8 января 1995, Ose Island, Малуку) — индонезийский гребец, участник летних Олимпийских игр 2016, 2020 и 2024 годов, серебряный призёр Азиатских игр 2018 года, двукратный чемпион Игр Юго-Восточной Азии 2015 года, двукратный призёр чемпионатов Азии.

## Биография
На крупных международных соревнованиях Мемо дебютировал в 2013 году. В июле 18-летний индонезийский гребец выступил на этапе Кубка мира в швейцарском Люцерне, где занял предпоследнее место, опередив лишь не завершившего дистанцию молдавского спортсмена Евгения Сокирку. На чемпионате мира Мемо смог пробиться лишь в финал E, по результатам которого занял итоговое 25-е место. В декабре 2013 года Мемо выиграл свою первую значимую международную награду, став третьим в финале соревнований одиночек на Играх Юго-Восточной Азии в Мьянме.
В 2014 году индонезийский гребец впервые выступил на летних Азиатских играх. В соревнованиях одиночек Мемо сумел пробиться в финал, где занял высокое четвёртое место, однако составить конкуренцию в борьбе за медали ему не удалось, поскольку отрыв от бронзового медалиста индийца Саварна Сингха составил почти 7 секунд. На чемпионате мира 2015 года во Франции Мемо замкнул 30-ку сильнейших. На Играх Юго-Восточной Азии 2015 года в Сингапуре Мемо стал обладателем сразу двух золотых медалей, опередив соперников на дистанциях 500 и 1000 метров. В апреле 2016 года Мемо принял участие в олимпийской квалификационной регате стран Азии и Океании. По итогам соревнований Мемо стал первым индонезийцем кому удалось завоевать олимпийскую лицензию в мужской академической гребле.
В августе 2016 года Мемо дебютировал на летних Олимпийских играх в Рио-де-Жанейро. На предварительном этапе индонезийский гребец отстал от победителя заезда почти на 6 секунд, тем не менее, заняв третье место, он смог напрямую квалифицироваться в четвертьфинал, минуя отборочный этап. В четвертьфинале Мемо также вёл борьбу за третью позицию и путёвку в полуфинал. Индонезиец сильнее всех в заезде прошёл финишный отрезок, но в итоге он уступил норвежцу Нильсу Хоффу 1,82 секунды и выбыл из борьбы за медали. По результатам классификационных заездов Мемо занял итоговое 16-е место.
С 2017 года Мемо выступал в составе четвёрки парной. На чемпионате Азии индонезийский экипаж стал серебряным призёром. Свой результат Мемо с партнёрами повторили и на летних Азиатских играх 2018 года, где они уступили лишь гребцам из Индии.